# Carlo Oppizzoni
Carlo Oppizzoni (né le 15 avril 1769 à Milan et mort le 13 avril 1855 à Bologne) est un cardinal italien du XIXe siècle. 

## Biographie
Oppizzoni est élu archevêque de Bologne en 1802. Le pape Pie VII le crée cardinal lors du consistoire du 26 mars 1804. Comme il rejette le deuxième mariage de Napoléon en 1810, il est emprisonné et privé du rouge de cardinal. Il retourne à Bologne en 1815. 
Le cardinal Oppizzoni participe successivement aux conclaves de 1823 (élection de Léon XII), 1829 (élection de Pie VIII), 1830-1831 (élection de Grégoire XVI) et 1846 (élection de Pie IX).
Il meurt le 13 avril 1855 à presque 86 ans ; son cardinalat dure 51 ans et 18 jours de 1804 à 1855, le cinquième de l'histoire après ceux d'Henri Benoît Stuart (60 ans et 10 jours de 1747 à 1807), d'Alessandro Albani (58 ans et 148 jours de 1721 à 1779) et de Giovanni Francesco Albani (56 ans et 158 jours de 1747 à 1803) et Pietro Francesco Orsini (1649-1730) 52 ans et 96 jours de 1672 à 1724, élu Pape Benoît XIII

### Source
- Fiche du cardinal sur le site de la FIU